# Roberto Gualtieri
Roberto Gualtieri (Róma, 1966. július 19. –) - olasz történész, akadémikus és a Demokrata Párt (PD) politikusa, 2021 óta Róma polgármestere, 2019-től 2021-ig Giuseppe Conte második kormányának gazdasági és pénzügyminisztere. 2009-től 2019-ig az Európai Parlament tagja volt, ahol 2014-től 2019-ig a Parlamenten belül a befolyásos Gazdasági és Monetáris Bizottság elnöki tisztét töltötte be.

## Életpályája
Roberto Gualtieri 1966-ban született Rómában. 1992-ben végzett a római La Sapienza Egyetem irodalom és filológia szakán. 1997-ben a római Scuola Superiore di Studi Storici di San Marino egyetemen történelemből szerzett doktori címet. 1997-ben a Sapienzán a kortárs történelem professzora lett, ahol több könyvet és cikket írt a huszadik századi olasz történelemről és az európai integráció történetéről.

## Politikai karrierje
2001 óta a Gramsci Intézet Alapítvány igazgatóhelyettese, majd ugyanebben az évben tagja lett a Baloldali Demokratáknak (DS), a legfőbb olaszországi szociáldemokrata párt, az Olasz Kommunista Párt közvetlen örökösének.
Gualtieri 2006-ban a Demokrata Párt alapítói között (2006. októberi orvietói kongresszus), és a párt kiáltványát megíró „bölcsek” között volt. 2007-ben beválasztották a párt országos közgyűlésébe, 2008-tól pedig tagja a párt országos elnökségének, ahol 2014-ben megerősítették. 2013-ban és 2014-ben (abban az évben, amikor Matteo Renzi megnyerte a vezetői szavazást) is a párt vezetője, Renzi ellen szavazott, a posztkommunisták javára. 
Gualtieri 2008 és 2011 között (José Luis Rhi-Sausival együtt) az Éves jelentés az európai integrációról című (az Il Mulino által kiadott) kiadvány igazgatója volt. 2009 óta tagja az „Italianieuropei” alapítvány szerkesztőbizottságának.

## Az Európai Parlament tagjaként
2009-ben Gualtierit a Biztonsági és Védelmi Albizottság (SEDE) S&D képviselőcsoportjának koordinátorává és a Költségvetési Bizottság (BUDG) közös kül- és biztonságpolitikai (KKBP) költségvetésének állandó előadójává nevezték ki. Emellett az Alkotmányügyi Bizottság (AFCO) rendes tagja és a Külügyi Bizottság (AFET) póttagja volt. 2010-ben az S&D képviselőcsoport tárgyalójának nevezték ki az Európai Külügyi Szolgálat létrehozásával foglalkozó EP tárgyalócsoportban (Elmar Brokkal és Guy Verhofstadttal együtt). 2009 és 2014 között bizottsági megbizatásai mellett tagja volt a NATO Parlamenti Közgyűléssel fenntartott kapcsolatokért felelős parlamenti küldöttségnek.

### 2014-ben
Gualtieri 2011 decemberében tagja volt az Európai Parlament tárgyalócsoportjának (Brokkal, Verhofstadttal és Daniel Cohn-Bendittel) a fiskális paktum létrehozására. 2012 októberében az Európai Parlament „sherpa” tárgyalójának (Brokkal, Verhofstadttal és Cohn-Bendittel) nevezték ki a Herman Van Rompuy által létrehozott, a valódi gazdasági és monetáris unióval foglalkozó munkacsoportban. 2012 októberében a Herman Van Rompuy által létrehozott munkacsoportban a „sherpa” tárgyalócsoport tagja lett. 2013-ban társelőadója volt az Európai Unió többszintű kormányzásának alkotmányos problémáiról szóló jelentésnek Rafał Trzaskowskival együtt. 2013-ban részt vett az Európai Unió új szerződésének kidolgozásában Brokkal, Verhofstafttal, Cohn-Bendittel, Andrew Duffal és Jo Leinennel, amelyet a Spinelli-csoport támogatott, amelynek tagja.
2013-tól Gualtieri az Európai Parlamentben a Spinelli-csoport tagja volt, és a Bertelsmann Alapítvány által kiadott Az Európai Unió alaptörvénye című könyv szerzői között van (Elmar Brokkal, Guy Verhofstadttal, Daniel Cohn-Bendittel, Andrew Duffal és Jo Leinennel).
Gualtieri vezette a 2014-es koszovói parlamenti választások és a 2013-as koszovói önkormányzati választások uniós választási megfigyelői misszióit.
Miután 2014 júliusában újraválasztották európai parlamenti képviselőnek, Gualtierit a Gazdasági és Monetáris Bizottság elnökévé is választották. A bizottságban több ügyirat előadója volt, köztük az éves bankuniós jelentés, a statisztikai ügyiratok, köztük az Európai Központi Bank, az Egységes Szanálási Testület, az Európai Bankhatóság, az Európai Értékpapír-piaci Hatóság, az Európai Biztosítás- és Foglalkoztatóinyugdíj-felügyeleti Hatóság, az Európai Biztosítás- és Foglalkoztatóinyugdíj-felügyeleti Hatóság vezetőinek és igazgatósági tagjainak kinevezésével kapcsolatos ügyiratok. Elnöke volt az EP pénzügyi támogatási munkacsoportjának, amelyet 2016-ban hoztak létre a harmadik görög pénzügyi támogatási program végrehajtásának nyomon követésére, valamint a bizottság bankuniós munkacsoportjának.
2016-tól Gualtieri tagja volt az uniós jog alkalmazása során a pénzmosással, adókikerüléssel és adóelkerüléssel kapcsolatos állítólagos jogsértések és hivatali visszásságok kivizsgálására létrehozott vizsgálóbizottságnak is. Emellett tagja volt a Transzatlanti Jogalkotói Párbeszédnek (TLD), az Európai Parlament integritással foglalkozó frakcióközi munkacsoportjának (átláthatóság, korrupció és szervezett bűnözés elleni küzdelem) és az Európai Parlament LMBT-jogokkal foglalkozó frakcióközi munkacsoportjának.

## Észtországban, 2017-ben
2017-től Gualtieri tagja volt a Parlament úgynevezett Brexit-irányítócsoportjának, amely az Elnökök Értekezletének égisze alatt működik, és az Egyesült Királyság EU-ból való kilépésével kapcsolatos parlamenti tanácskozásokat, megfontolásokat és állásfoglalásokat koordinálja. A csoporton belül – Guy Verhofstadt és Elmar Brok mellett – ő volt a Parlament egyik képviselője az Európai Tanács Brexitről szóló Sherpa-találkozóin.
A 2019-es választásokat követően Gualtieri tagja volt egy pártközi munkacsoportnak, amelynek feladata az Európai Parlament ötéves munkaprogramjának kidolgozása volt a gazdaság- és fiskális politikák, valamint a kereskedelem területén.
Nem sokkal később Gualtierit az S&D képviselőcsoport alelnökévé választották, Iratxe García elnök asszony vezetésével.

## Gazdasági és pénzügyminiszterként
2019 augusztusában a populista kormányon belül egyre nőttek a feszültségek, ami oda vezetett, hogy az Északi Liga bizalmatlansági indítványt nyújtott be Giuseppe Conte miniszterelnök ellen. 2019 augusztusában a PD országos vezetősége Conte lemondása után hivatalosan is megnyitotta a lehetőséget, hogy az M5S-szel is koalícióban új kabinetet alakítsanak, amely az Európa-barát, zöld gazdaság, fenntartható fejlődés, a gazdasági egyenlőtlenségek elleni küzdelem és egy új bevándorlási politika alapján áll. A PD országos vezetősége a lemondás után hivatalosan is megnyitotta a lehetőséget, hogy az M5S-szel koalícióban új kabinetet alakítsanak. A párt azt is elfogadta, hogy Conte munkáját egy új kormány élén folytathassa, és augusztus 29-én Sergio Mattarella elnök hivatalosan is megbízta kormányalakítással. 2019. szeptember 5-én Gualtierit gazdasági és pénzügyminiszterré nevezték ki.
2020. január 26-án a balközép koalíció Gualtierit választotta jelöltjének a római Quartiere Trionfale választókerületben a képviselőházi időközi választáson. Az időközi választás azt követően került megrendezésre, hogy Paolo Gentiloni lemondott képviselői mandátumáról, miután a Von der Leyen-bizottságban gazdasági és pénzügyi ügyekért felelős európai biztossá nevezték ki.
2020 júliusában Gualtieri Conte miniszterelnökkel és Vincenzo Amendola miniszterrel együtt kulcsszerepet játszott a történelem egyik leghosszabb európai tanácsi ülésén. Napokig tartó kemény összecsapások után az európai vezetők megállapodtak Charles Michel, a Tanács elnökének új javaslatában, amely 750 milliárd eurós költségvetést biztosított az úgynevezett gazdaságélénkítési alap számára, amely 390 milliárd eurós támogatásból és 360 milliárd eurós hitelből állt össze Olaszország közel 82 milliárd eurós támogatásban és 127 milliárd eurós hitelben részesülne.
2021 januárjában a centrista Italia Viva párt megvonta támogatását Conte kormányától. 2021 januárjában Conte ugyan a következő napokban bizalmi szavazást tudott nyerni a parlamentben, de a lemondás mellett döntött, miután a szenátusban nem sikerült elérnie az abszolút többséget. 2021 januárjában, amikor a Conte harmadik kabinetjének megalakításáról szóló tárgyalások kudarcba fulladtak, az Európai Központi Bank korábbi elnöke, Mario Draghi nemzeti egységkormányt alakított, amelyben Gualtieri nem kapott megerősítést miniszterként.

## Róma polgármestereként
2021. május 9-én Gualtieri hivatalosan bejelentette, hogy a közelgő választásokon Róma polgármesterének jelölteti magát. 18-án a szavazatok 60,2%-ával legyőzte a jobbközép jelöltet, Enrico Michettit. 2021. október 21-én lépett hivatalba.

## Politikai pozíciói
Gualtieri szociáldemokrata, és gyakran keynesiánusként jellemzi magát.
A Politico magazin 2016-ban Gualtierit a 40 legbefolyásosabb európai parlamenti képviselő között a 8. helyre sorolta.

## Magánélete
Gualtieri házas, egy fia van. Egykor félprofi bossa nova zenész volt, aki Rosalia de Souza brazil énekesnőt kísérte, amikor az Olaszországban lépett fel.

### Egyéb tevékenységei

#### Európai Uniós intézmények
- Európai Beruházási Bank (EBB), a Kormányzótanács hivatalból eljáró tagja (2019–2021)
- Európai Stabilitási Mechanizmus (ESM), a Kormányzótanács tagja (2019–2021)

#### Nemzetközi szervezetek
- Afrikai Fejlesztési Bank (AfDB), a Kormányzótanács hivatalból eljáró tagja (2019-2021)
- Ázsiai Infrastrukturális Beruházási Bank (AIIB), a Kormányzótanács hivatalon kívüli tagja (2019-2021).
- Európai Újjáépítési és Fejlesztési Bank (EBRD), a Kormányzótanács hivatalon kívüli tagja (2019-2021).
- Nemzetközi Valutaalap (IMF), a Kormányzótanács hivatalon kívüli tagja (2019-2021).

#### Nonprofit szervezetek
- Új Paktum Európáért, a tanácsadó csoport tagja.

## Fordítás
- Ez a szócikk részben vagy egészben  a   Roberto Gualtieri című angol Wikipédia-szócikk fordításán alapul.  Az eredeti cikk szerkesztőit annak laptörténete sorolja fel. Ez a jelzés csupán a megfogalmazás eredetét és a szerzői jogokat jelzi, nem szolgál a cikkben szereplő információk forrásmegjelöléseként.

1. ↑  Angel Montenegro: ORCID Public Data File 2023, 2023. szeptember 27. DOI:10.23640/07243.24204912.V1. (Hozzáférés: 2023. november 10.)